# Le Vol (film, 1923)
Pour les articles homonymes, voir Vol et Le Vol.
Pour plus de détails, voir Fiche technique et Distribution.
Le Vol est un film français réalisé par Robert Péguy et sorti en 1923.

## Synopsis
La nièce d'un banquier aime un homme pauvre qui se décide à demander sa main à son oncle tuteur. Celui-ci refuse et lui demande de faire fortune.

## Fiche technique
- Réalisation : Robert Péguy
- Scénario : Robert Péguy,  d'après le roman  L'Amour qui doute de Robert Florigni et Charles Vayre
- Production : Film Y. Barbaza
- Edition :  Pathé Consortium Cinéma
- Photographie : Gaston Brun
- Pays :  France
- Format :  Noir et blanc - Muet
- Genre : Drame
- Durée : 65 minutes
- Dates de sortie: 
  - France - 25 mai 1923 à Paris[1]
  - Portugal - 5 octobre 1924

## Distribution
- Charles Vanel : Favier
- Denise Legeay : Maud Graham
- Lucien Dalsace : Daroy
- Camille Beuve : Graham
- Paule Prielle : Mary Pratt
- Einar Granstua : Sidney Pratt
- Raphaël Lievin